# Réserve naturelle « Aux roches »
 (août 2018).
Si vous disposez d'ouvrages ou d'articles de référence ou si vous connaissez des sites web de qualité traitant du thème abordé ici, merci de compléter l'article en donnant les références utiles à sa vérifiabilité et en les liant à la section « Notes et références ».
La réserve naturelle « Aux roches », ou réserve naturelle de Chokier, est une réserve naturelle située dans la commune wallonne de Flémalle, dans la province de Liège, en Belgique. Il s'agit de la troisième plus grande réserve naturelle de la région située autour de la ville de Liège, derrière celles de la montagne saint-Pierre et de La Rochette, avec 27,13 ha (environ 0,271 km2).

## Situation

### Carrière
La réserve se situe sur trois anciennes carrières à calcaire. Cet ensemble de carrières, appelé carrière de Chokier ou encore Carrière Sacrée, est exploité depuis l'époque romaine pour son calcaire. En 1830, plusieurs fours à chaux se trouvant au-dessus du village de Chokier exploitaient la carrière. L'exploitation d'une des carrières remonte aux années 60, la carrière s'arrêta dans ces années-là et fut longtemps laissée à l'abandon; nombreux villageois allèrent jeter leurs déchets dans la carrière. Cette dernière créa, par son exploitation, des falaises d'une hauteur de 30 mètres. L'un des fours à chaux se trouve à l'une des entrées de la réserve.

### Réserve

Logo de l'association Natagora

La réserve fut créée en 1996 à Flémalle par une convention de l'association Natagora. Depuis, une équipe de bénévoles s'occupe de préserver cette réserve. En 2004, la réserve fut agréée dans le réseau Natura 2000. Cette réserve est située le long de la Meuse sur une longueur d'environ un kilomètre et demi et d'une moyenne de 350 mètres de large, cachée entre le bassin industrielle liégeois et l'urbanisation de la commune. Cette réserve de biotope méditerranéen a su se développer malgré la pollution urbaine.

## Relief
Les falaises d'une hauteur de 30 mètres et la plaine sont un terrain de jeu pour le faucon pèlerin. Des plantes invasives envahissent la falaise. 

### Grottes
Il existe trois grottes à la réserve : la « grotte aux cristaux », une autre formée par une diaclase et la « grotte de Boulboule ». La « grotte aux cristaux » est majoritairement détruite.

## Faune et flore
La pelouse calcaire est un biotope représentant 0,00001% du pays, il atteint sa limite nord européenne. C'est une faune et flore de type méditerranéenne.

### Faune

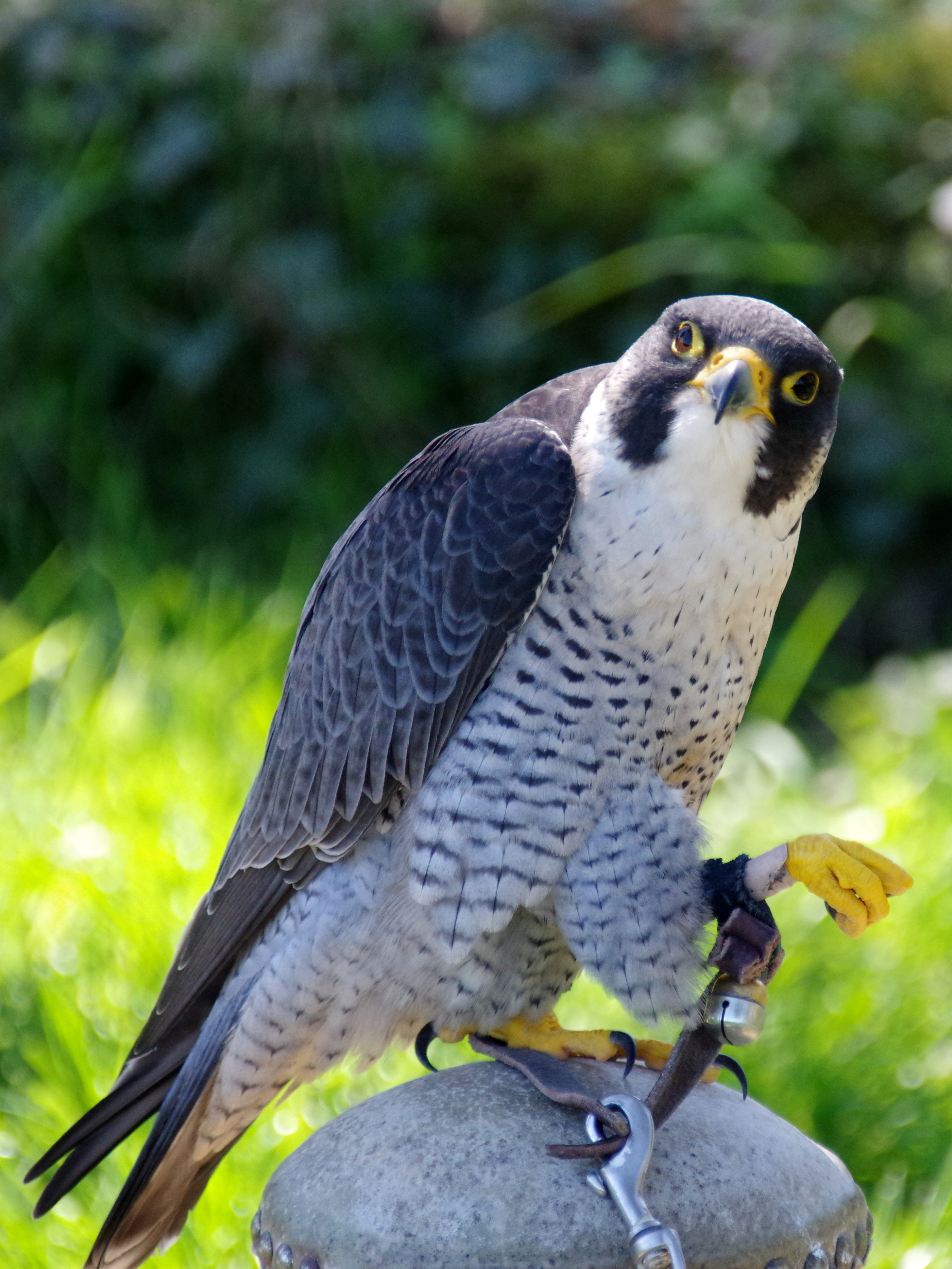
Le faucon pèlerin est un visiteur régulier de la réserve

Dans la réserve, on peut retrouver des oiseaux, parfois dans les alentours de la réserve, des amphibiens, des reptiles et de nombreuses espèces d'insectes.

#### Oiseaux

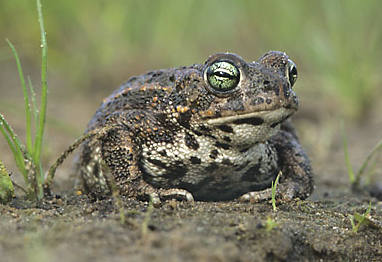
Le crapaud calamite

Il y a plus de 70 espèces d'oiseaux dans la réserve dont le faucon pèlerin, placé sur la liste rouge de l'UICN en tant que préoccupation mineure. Mais on peut retrouver aussi, entre autres, l'autour des Palombes, le Chevêche d'Athéna (se situant dans la forêt de la troisième carrière), le choucas des tours, le bruant jaune et la fauvette babillarde. Ce sont toutes des espèces protégées. Le faucon pèlerin s'adapte facilement grâce à la falaise où il peut nicher et à la plaine, au pied de la falaise.

#### Amphibiens

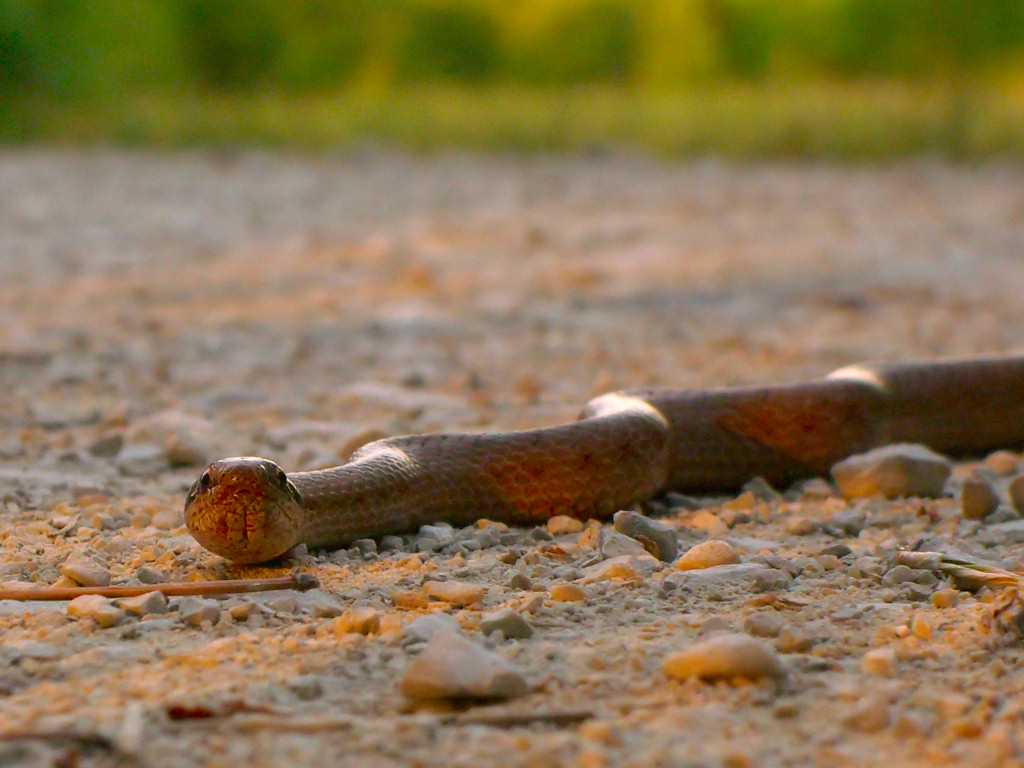
Une couleuvre coronelle lisse rampant sur le sol

Il y a plusieurs espèces d'amphibiens dont le crapaud calamite, placé sur la liste rouge de l'UICN en tant que préoccupation mineure. Mais on peut retrouver, entre autres, le triton alpestre et la grenouille rousse. Ce sont toutes des espèces protégées.

#### Reptiles

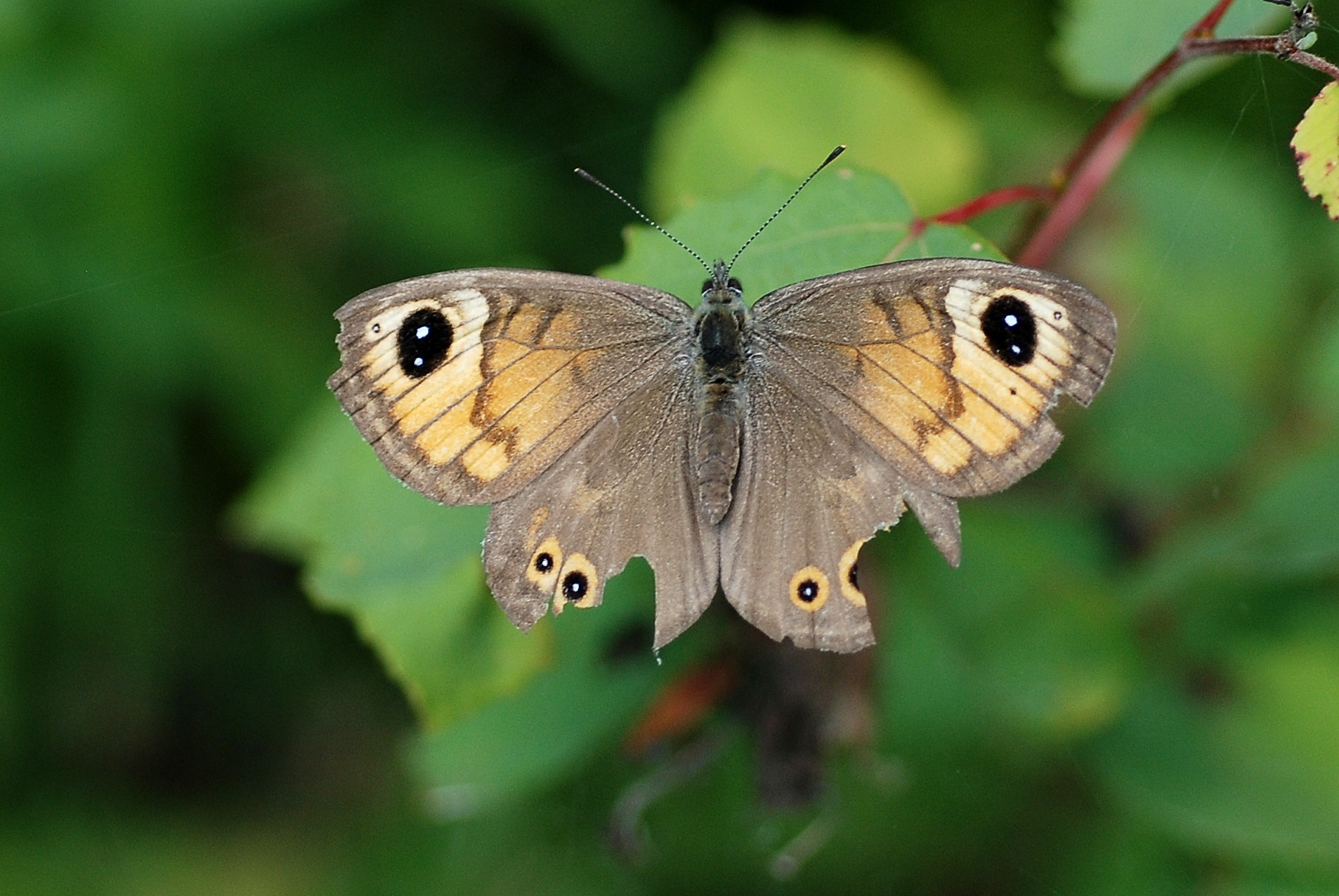
Némusien posé sur une feuille

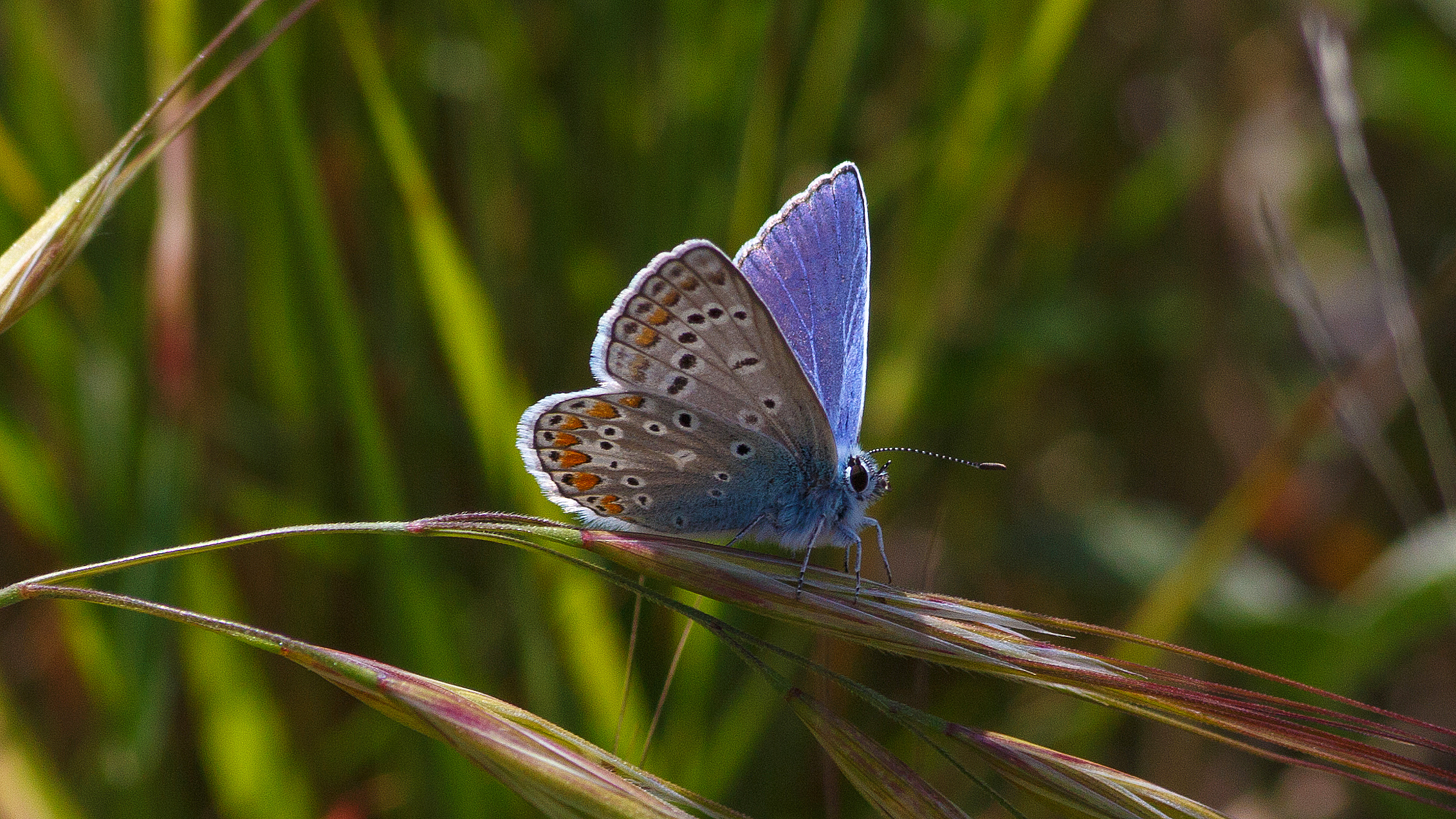
Argus bleu-nacré

Il y a plusieurs espèces de reptiles dont la couleuvre coronelle lisse, placé sur une liste rouge en France en tant que préoccupation mineure; et la couleuvre à collier (Natrix natrix), placé sur la liste rouge de l'UICN en tant que préoccupation mineure. Sa présence dans la réserve est incertaine. Ce sont toutes des espèces protégées.

#### Papillons diurnes et nocturnes | Zygènes
Il y a plusieurs espèces de papillons. Dans les papillons diurnes, on peut retrouver le Némusien, placé sur liste une liste rouge sans préoccupation; et l'Argus bleu-nacré, placé sur la liste rouge de l'UICN en tant que préoccupation mineure. Dans les zygènes, on retrouve la Zygène des Thérésiens. Aucune de ses espèces est protégée.

#### Coléoptères et araignées
Plusieurs espèces, difficilement observables, sont présentes sur la réserve. Aucune n'est protégée.

#### Moutons

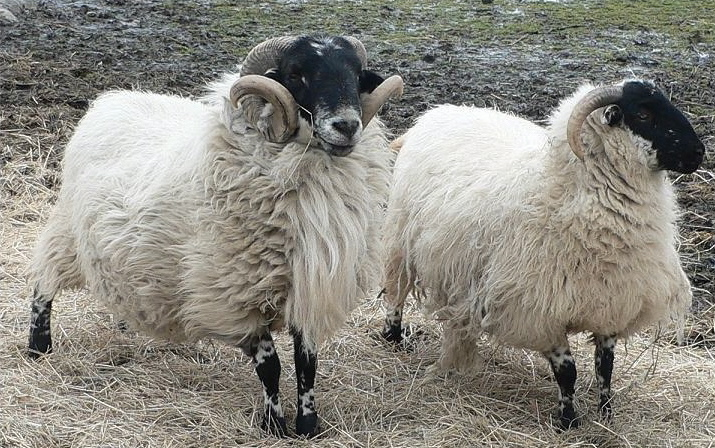
Deux moutons Blackface

D'aout à la fin automne, la réserve accueille un troupeau de moutons écossais Blackface. Ces moutons domestiques écossais se baladent sur la plaine.

### Flore
La flore de type méditerranéenne atteint sa limite nord européenne et héberge de nombreuses espèces d'arbres et de plantes. Parmi les arbres, on peut trouver le Bois de Sainte-Lucie et le centhrante rouge. On retrouve dans les plantes, entre autres, le lonicera xylosteum, le monotrope sucepin et l'orobranche.